# Al Marj (districte)
El districte d'Al Marj o El Merj (àrab: شعبية المرج, xaʿbiyya al-Marj, literalment 'xabiyya dels Prats') és un dels vint-i-dos districtes de Líbia. La capital del districte és la ciutat d'Al Marj. Actualment, té una població estimada de 160.318 habitants (116,63 habitants per km²) i una superfície de 10.000 quilòmetres quadrats. Es veu afavorit per la seva localització sobre el Mar Mediterrani.

## Història
L'actual capital, la ciutat d'Al Marj, va començar a gestar-se quan un fort va ser construït el 1842 per l'Imperi Otomà i després va ser restaurat. Els italians van desenvolupar la ciutat (en el període de 1913-41) com un centre administratiu i de mercat. Va ser assotada per un terratrèmol el 1963. Hi ha un parell de bancs al carrer principal i les principals oficines de correus es troben al centre de la ciutat, no lluny de la gran mesquita.